# Dongfeng Box
La Dongfeng Box (nota anche come Nammi 01 o Nammi Box) è un'autovettura elettrica prodotta dalla casa automobilistica cinese Dongfeng Motor Corporation dal 2024.

## Storia

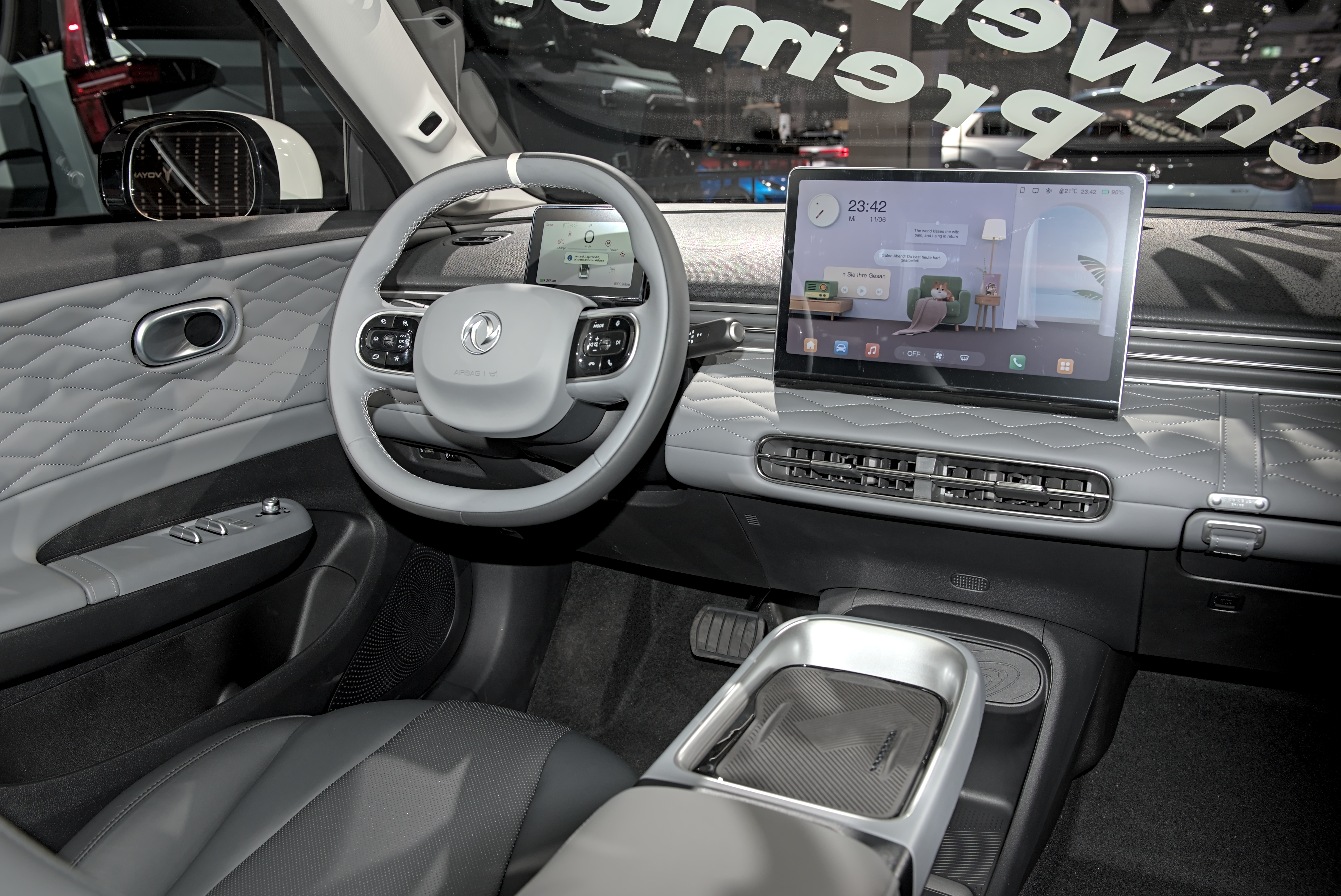
Posto guida

Inizialmente annunciata in un evento nell'agosto 2023, Dongfeng ha presentato ufficialmente la Nammi 01 al salone di Guangzhou il 17 novembre 2023 e contemporaneamente ne ha iniziato anche la prevendita. Ha iniziato a uscire dalla linea di produzione il 6 gennaio 2024, come il primo modello del sotto marchio Nammi.
La Nammi 01 è disponibile con due diversi pacchi batteria al litio ferro fosfato: uno con una capacità di 31,45 kWh e un'autonomia di 330 km e un altro con una capacità di 42,3 kWh e un'autonomia di 430 km, entrambi alimentati da un motore sincrono a magnete permanente montato anteriormente che eroga una potenza di 70 kW (94 CV) e 160 N⋅m di coppia.

### Vendite in Europa
Dongfeng Box è il nome ufficiale del modello per il mercato europeo. Nell'estate del 2024, le presentazioni dell'auto elettrica si sono tenute in quattro paesi europei: 11 giugno in Spagna, 27 giugno nei Paesi Bassi, 11 luglio in Bielorussia, 14 agosto in Svizzera e 13 settembre al salone di Torino.